# يو إف سي 73
يو إف سي 71: ليدل ضد جاكسون (بالإنجليزية: UFC 73: Stacked)‏ هو حدث لفنون القتال المختلطة نظمته يو إف سي، أُقيم في 7 يوليو 2007، على أركو أرينا في ساكرامنتو، كاليفورنيا، الولايات المتحدة.